# Kozani (gmina)
Kozani (gr. Δήμος Κοζάνης, Dimos Kozanis) – gmina w Grecji, w administracji zdecentralizowanej Epir-Macedonia Zachodnia, w regionie Macedonia Zachodnia, w jednostce regionalnej Kozani. W 2011 roku liczyła 71 388 mieszkańców. Powstała 1 stycznia 2011 roku w wyniku połączenia dotychczasowych gmin: Kozani, Eani, Elimia, Dimitrios Ipsilandis i Elispondos. Siedzibą gminy jest Kozani, a historyczną siedzibą jest Eani.